# Xã Grey Eagle, Quận Todd, Minnesota
Xã Grey Eagle (tiếng Anh: Grey Eagle Township) là một xã thuộc quận Todd, tiểu bang Minnesota, Hoa Kỳ. Năm 2010, dân số của xã này là 638 người.